# Chilostoma ziegleri
Chilostoma ziegleri é uma espécie de gastrópode  da família Helicidae.
É endémica da Áustria.